# Mysliteli proschlowo
Mysliteli proschlowo (russisch Мыслители прошлого, wiss. Transliteration Mysliteli prošlogo; „Denker der Vergangenheit“) ist eine russische philosophische Buchreihe, die von 1963 bis 1994 vom russischen Verlag Mysl (Мысль) herausgegeben wurde. Die Buchreihe besteht aus einer Reihe von kleinen Büchern, die grundlegende Informationen über das Leben und die Ansichten der wichtigsten Vertreter der Weltphilosophie enthalten. 
Die ersten beiden Bücher der Reihe – „Herder“ und „Epikur“ – erschienen, als der Verlag noch Sozekgis hieß. Die Reihe besteht aus 74 kleinen Büchern mit grundlegenden Informationen über das Leben und die Ansichten der größten Vertreter der Weltphilosophie. Die Anhänge zu jedem Buch enthalten Auszüge aus den wichtigsten Werken dieses Denkers.

## Bände
Zu folgenden Philosophen sind Bände der Reihe vorhanden (ohne Anspruch auf Aktualität oder Vollständigkeit):
Achundow (1978),
Anaxagoras (1983),
Aristoteles (1981; 1987),
Bacon, F.  (1974),
Belinski (1976),
Berkeley (1970),
Beron (1981),
Bolzano (1982),
Bruno (1965; 1973),
Campanella (1969),
Cantemir (1984),
Condillac (1984),
Dante (1990),
Demokrit (1979),
Descartes (1975),
Diderot (1986),
Dobroljubow (1985),
Empedokles (1985),
Epikur (1963),
Al-Farabi (1982),
Feuerbach (1967),
Fichte (1965),
Fonwisin (1976),
Gassendi (1974),
Goethe (1989),
Granowski (1988),
Hegel (1971),
Heraklit (1982),
Herder (1963; 1975),
Herzen (1970),
Hobbes (1975),
Holbach (1978),
Hume (1973),
Ibn Khaldun (1980),
Ibn Rushd (1973),
Ibn Sina (1980; 1985),
José Marti (1966),
Kant (1976),
Kierkegaard (1972),
Kołłątaj, H (1978),
Konisky (1979),
La Mettrie (1977),
Leibniz (1972),
Locke (1973; 1988),
Lomonossow (1986),
Mandeville (1986),
Maxim der Grieche (1983),
Montesquieu (1965; 1975),
More, Thomas (1985),
Nalbandian (1983),
Newton (1982),
Ockham (1978),
Paine, Thomas  (1969),
Pascal (1979),
Petrizi (1982),
Pissarew (1969),
Platon (1969; 1975),
Schelling (1976),
Schopenhauer (1975),
Siger von Brabant (1979),
Skaryna (1981),
Skoworoda (1972),
Sokrates (1976),
Solowjow, Wl. (1983),
Nicolae Milescu Spătarul (1980),
Spinoza (1973; 1977),
Theophan Prokopowitsch (1977),
Thomas von Aquin (1975),
Thoreau (1983),
Toland (1979),
Vico (1980),
Vivekananda (1977),
Voltaire (1978).